# Henry Cejudo
Henry Carlos Cejudo (Los Angeles, 9 febbraio 1987) è un artista marziale misto statunitense di origini messicane.
Ha vinto la medaglia d'oro nella lotta libera alle Olimpiadi di Pechino quando aveva solo ventun anni, divenendo il più giovane statunitense ad aver vinto una medaglia alle Olimpiadi.
Ha combattuto nella divisione dei pesi mosca per l'organizzazione statunitense UFC, nella quale è il campione di categoria dal 2018 dopo aver interrotto il regno del precedente campione Demetrious Johnson che durava dal 2012. Nel 2019 vince anche il titolo dei pesi gallo, divenendo il quarto lottatore nella storia della federazione a detenere contemporaneamente due cinture. In virtù dei risultati ottenuti nelle arti marziali miste e nella lotta libera è considerato tra i più grandi lottatori di sempre.

## Carriera nelle arti marziali miste

### Inizi
Il 30 gennaio 2013 Cejudo annunciò via Twitter di aver cominciato ad allenarsi per intraprendere una carriera nelle arti marziali miste. Nonostante nella lotta libera combattesse nella categoria dei 55 kg decise di esordire nelle MMA nei 61 kg. Al primo incontro, a marzo, sconfisse Michael Poe per KO tecnico con una serie di pugni.
Dopo oltre un anno ottenne un record di 6-0 e, prima di firmare per la UFC, era considerato il numero uno dei pesi gallo secondo gli MMA Prospects Report 2013.

### Ultimate Fighting Championship
A luglio 2014 Cejudo firmò per la UFC, divenendo il terzo oro olimpico ad aver firmato per questa federazione dopo Mark Schultz e Kevin Jackson. Al suo primo match avrebbe dovuto affrontare Scott Jorgensen all'evento UFC 177 tuttavia, a causa di problemi medici durante la verifica del peso, Cejudo dovette rinunciare all'incontro. Dopo questo avvenimento il presidente UFC Dana White chiese a Henry di rinunciare a combattere nei pesi mosca e di salire di categoria.
A dicembre esordì nei pesi gallo contro Dustin Kimura, vincendo il match per decisione unanime. A giugno 2015 sconfisse Chico Camus per decisione all'evento UFC 188, mentre a marzo decise di ritornare nei pesi mosca per fronteggiare Chris Cariaso; anche questa volta ottiene la vittoria per decisione unanime.
A settembre avrebbe dovuto affrontare Joseph Benavidez a UFC 191 ma l'incontro venne cancellato e Cejudo si ritrovò ad affrontare Jussier Formiga a novembre dello stesso anno; questa volta trionfò per decisione non unanime.
Il 23 aprile 2016 ottenne la possibilità di affrontare Demetrious Johnson per il titolo dei pesi mosca UFC: dopo soli 2 minuti e 49 secondi Cejudo venne colpito da una ginocchiata in pieno volto mentre si trovava in clinch e, rimanendo leggermente stordito, tentò di indietreggiare per evitare ulteriori danni, ma il campione lo colpì nuovamente con un diretto al volto e una ginocchiata allo stomaco che lo mandarono al tappeto e, da questa posizione sfavorevole, venne finalizzato per KO tecnico.
A maggio venne scelto come allenatore per la ventiquattresima stagione del reality show The Ultimate Fighter opposto al team guidato da Benavidez e i due si affrontarono il 3 dicembre in occasione della finale della stagione. Alla prima ripresa Cejudo venne penalizzato con la detrazione di un punto per aver colpito per due volte l'inguine di Benavidez mentre nelle due riprese successive entrambi gli atleti andarono a segno con svariate combinazioni di colpi. Alla fine Cejudo venne sconfitto per decisione non unanime, sfavorito anche dalla penalizzazione ricevuta al primo round.
Il 13 maggio avrebbe dovuto affrontare Sergio Pettis a UFC 211 ma tre giorni prima dell'evento si infortunò a una mano e l'incontro venne cancellato. Il 9 settembre, a UFC 215, vinse per KO tecnico alla seconda ripresa contro Wilson Reis ottenendo anche il riconoscimento Performance of the Night. Il 2 dicembre, a UFC 218, affrontò Pettis vincendo per decisione unanime.

#### Campione dei pesi mosca UFC
Il 4 agosto 2018, all'evento UFC 227, Cejudo affronta per la seconda volta in carriera il campione Demetrious Johnson con in palio il titolo dei pesi mosca: grazie alla sua grande abilità nella lotta riuscì a portare più volte a terra il campione nonostante al primo round avesse accusato alcuni problemi alla caviglia sinistra e alla fine delle cinque riprese venne eletto per decisione non unanime nuovo campione. Entrambi gli atleti vennero premiati con il riconoscimento Fight of the Night.
La prima difesa del titolo si tiene il 19 gennaio 2019, sebbene inizialmente fosse stata organizzata per il 26, contro il campione dei pesi gallo TJ Dillashaw: Cejudo si impone per KO tecnico dopo soli trentadue secondi ottenendo un altro riconoscimento Performance of the Night.

#### Campione dei pesi gallo UFC e ritiro
L'8 giugno 2019 affronta il brasiliano Marlon Moraes con in palio il vacante titolo dei pesi gallo (rilasciato da Dillashaw dopo essere risultato positivo all'antidoping dopo il suo incontro con Cejudo): l'oro olimpico riesce a imporsi per TKO al terzo round, divenendo il quarto doppio campione della UFC.
Il 9 maggio 2020, a UFC 249, Cejudo affronta il rientrante Dominick Cruz: il campione riesce a vincere l'incontro pochi secondi prima del termine della seconda ripresa, ma durante l'intervista dalla gabbia successiva annuncia il proprio ritiro, che nelle interviste successive dichiara essere motivato da dispute contrattuali con la UFC.

## Risultati nelle arti marziali miste
| Risultato | Record | Avversario         | Metodo                            | Evento                                                          | Data             | Round | Tempo | Luogo                      | Note |
| --------- | ------ | ------------------ | --------------------------------- | --------------------------------------------------------------- | ---------------- | ----- | ----- | -------------------------- | --- |
| Sconfitta | 16-5   | Song Yadong        | Decisione Tecnica (unanime)       | UFC Fight Night: Cejudo vs Song                                 | 23 febbraio 2025 | 3     | 5:00  | Seattle, Stati Uniti       | Una ditata accidentale di Song ha reso Cejudo impossibilitato a continuare dopo il terzo round           |
| Sconfitta | 16-4   | Merab Dvalishvili  | Decisione (unanime)               | UFC 298                                                         | 17 febbraio 2024 | 3     | 5:00  | Anaheim, Stati Uniti       | |
| Sconfitta | 16-3   | Aljamain Sterling  | Decisione (non unanime)           | UFC 288: Sterling vs. Cejudo                                    | 6 maggio 2023    | 5     | 5:00  | New York, Stati Uniti      | Per il titolo dei pesi gallo UFC                                                                         |
| Vittoria  | 16–2   | Dominick Cruz      | KO tecnico (ginocchiata e pugni)  | UFC 249: Ferguson vs. Gaethje                                   | 9 maggio 2020    | 2     | 4:58  | Jacksonville, Stati Uniti  | Difende il titolo dei pesi gallo UFC                                                                     |
| Vittoria  | 15–2   | Marlon Moraes      | KO tecnico (gomitate e pugni)     | UFC 238: Cejudo vs. Moraes                                      | 8 giugno 2019    | 3     | 4:51  | Chicago, Stati Uniti       | Vince il titolo dei pesi gallo UFC. Performance of the Night                                             |
| Vittoria  | 14–2   | TJ Dillashaw       | KO tecnico (pugni)                | UFC Fight Night: Cejudo vs. Dillashaw                           | 19 gennaio 2019  | 1     | 0:32  | New York, Stati Uniti      | Difende il titolo dei pesi mosca UFC. Performance of the Night. Rende successivamente vacante il titolo. |
| Vittoria  | 13–2   | Demetrious Johnson | Decisione (non unanime)           | UFC 227: Dillashaw vs. Garbrandt 2                              | 4 agosto 2018    | 5     | 5:00  | Los Angeles, Stati Uniti   | Vince il titolo dei pesi mosca UFC. Fight of the Night                                                   |
| Vittoria  | 12–2   | Sergio Pettis      | Decisione (unanime)               | UFC 218: Holloway vs. Aldo 2                                    | 2 dicembre 2017  | 3     | 5:00  | Detroit, Stati Uniti       | |
| Vittoria  | 11–2   | Wilson Reis        | KO tecnico (pugni)                | UFC 215: Nunes vs. Shevchenko 2                                 | 9 settembre 2017 | 2     | 0:26  | Edmonton, Canada           | Performance of the Night                                                                                 |
| Sconfitta | 10–2   | Joseph Benavidez   | Decisione (non unanime)           | The Ultimate Fighter: Tournament of Champions Finale            | 3 dicembre 2016  | 3     | 5:00  | Las Vegas, Stati Uniti     | Cejudo subì la detrazione di un punto a causa di ripetuti colpi all'inguine                              |
| Sconfitta | 10–1   | Demetrious Johnson | KO tecnico (ginocchiate al corpo) | UFC 197: Jones vs. Saint Preux                                  | 23 aprile 2016   | 1     | 2:49  | Las Vegas, Stati Uniti     | Per il titolo dei pesi mosca UFC                                                                         |
| Vittoria  | 10–0   | Jussier Formiga    | Decisione (non unanime)           | The Ultimate Fighter Latin America 2 Finale: Magny vs. Gastelum | 21 novembre 2015 | 3     | 5:00  | Monterrey, Messico         | |
| Vittoria  | 9–0    | Chico Camus        | Decisione (unanime)               | UFC 188: Velasquez vs. Werdum                                   | 13 giugno 2015   | 3     | 5:00  | Città del Messico, Messico | |
| Vittoria  | 8–0    | Chris Cariaso      | Decisione (unanime)               | UFC 185: Pettis vs. dos Anjos                                   | 14 marzo 2015    | 3     | 5:00  | Dallas, Stati Uniti        | Ritorna ai pesi mosca                                                                                    |
| Vittoria  | 7–0    | Dustin Kimura      | Decisione (unanime)               | UFC on Fox: dos Santos vs. Miocic                               | 13 dicembre 2014 | 3     | 5:00  | Phoenix, Stati Uniti       | Ritorna ai pesi gallo, debutto in UFC                                                                    |
| Vittoria  | 6–0    | Elias Garcia       | Decisione (unanime)               | Legacy FC 27                                                    | 31 gennaio 2014  | 3     | 5:00  | Houston, Stati Uniti       | Debutto nei pesi mosca, incontro catchweight (128.5 libbre)                                              |
| Vittoria  | 5–0    | Ryan Hollis        | Decisione (unanime)               | Legacy FC 24                                                    | 11 ottobre 2013  | 3     | 5:00  | Dallas, Stati Uniti        | Incontro catchweight (128 libbre)                                                                        |
| Vittoria  | 4–0    | Miguelito Marti    | KO Tecnico (pugni)                | Gladiator Challenge: American Dream                             | 18 maggio 2013   | 1     | 1:43  | Lincoln, Stati Uniti       | |
| Vittoria  | 3–0    | Anthony Sessions   | KO Tecnico (pugni)                | WFF 10: Cejudo v Sessions                                       | 19 aprile 2013   | 1     | 4:23  | Chandler, Stati Uniti      | Vince il titolo dei pesi gallo WFF                                                                       |
| Vittoria  | 2–0    | Sean Henry Barnett | KO Tecnico (pugni)                | Gladiator Challenge: Battleground                               | 24 marzo 2013    | 1     | 4:55  | San Jacinto, Stati Uniti   | |
| Vittoria  | 1–0    | Michael Poe        | KO Tecnico (pugni)                | WFF MMA: Pascua Yaqui Fights 4                                  | 2 marzo 2013     | 1     | 1:25  | Tucson, Stati Uniti        | |